# Dirección General Impositiva (Argentina)
La Dirección General Impositiva (DGI) junto con la Dirección General de Aduanas (DGA) y la Dirección General de los Recursos de la Seguridad Social (DGSESO) era uno de los tres Organismos que integraba la Administración Federal de Ingresos Públicos (AFIP). Actualmente forma parte de la Agencia de Recaudación y Control Aduanero (ARCA) que se encarga de la aplicación, percepción, recaudación y fiscalización de impuestos nacionales en la República Argentina.
Entre sus funciones principales se encuentran la recaudación impositiva, el establecimiento de multas, sanciones, determinaciones de oficio, liquidación de deudas en gestión administrativa o judicial, aplicación de sanciones u otros conceptos.
Fomenta la cultura del cumplimiento voluntario por parte de los contribuyentes.
Las estrategias principales de la Dirección General Impositiva se vinculan con la facilitación y simplificación de los trámites a realizar por los ciudadanos para el satisfactorio cumplimiento de sus obligaciones.
El director general es Andrés Vázquez, quien a su vez depende de Juan Pazo, titular de la ARCA.